# Navia ramosa
Espèce
Classification phylogénétique
Synonymes
- Navia platyphylla L.B.Sm. & Steyerm., 1989

Navia ramosa est une espèce de plante de la famille des Bromeliaceae, endémique du Venezuela.

## Synonymes
- Navia platyphylla L.B.Sm. & Steyerm., 1989[1].

## Distribution
L'espèce est endémique du Venezuela et se rencontre dans les États de Bolívar et d'Amazonas.